# 久留米駐屯地
久留米駐屯地（くるめちゅうとんち、JGSDF Camp Kurume）とは、福岡県久留米市国分町100に所在し、西部方面混成団本部等が駐屯する陸上自衛隊の駐屯地である。

## 概要
陸上自衛隊幹部候補生学校の所在する前川原駐屯地が隣接する。久留米駐屯地司令は、西部方面混成団長が兼務。駐屯部隊の警備区域は福岡県（第5施設団隊区を除く筑後地方）と佐賀県（九州補給処隊区を除く佐賀県全域）にまたがる。最寄の演習場は、高良台演習場と藤山射撃場。

## 沿革
警察予備隊
- 1952年（昭和27年）
  - 3月20日：旧陸軍歩兵第48連隊の跡地に第64連隊第3大隊が針尾駐屯地から移駐し、警察予備隊総隊普通科学校の分屯地として発足[1]。
  - 10月10日：第64連隊第4大隊が針尾駐屯地から移駐。

保安隊
- 1952年（昭和27年）
  - 10月15日：保安隊へ移管。
  - 12月3日：第64連隊本部および第5大隊（第1大隊、第2大隊欠）が針尾駐屯地から移駐。
  - 12月5日：久留米駐屯地が発足[1]。
- 1953年（昭和28年）9月1日：久留米駐屯地業務隊が新編[1]。

陸上自衛隊
- 1954年（昭和29年）
  - 7月1日：陸上自衛隊へ移管[2]。第64連隊が第4特科連隊に称号変更。
  - 9月25日：第3特科群（現：西部方面特科隊）が新編[3]。第3特科群本部および本部中隊、第111特科大隊、第112特科大隊の各大隊本部および本部中隊が久留米駐屯地で新編。
  - 10月5日：第111特科大隊、第112特科大隊の各射撃中隊（203mm榴弾砲装備）、管理中隊および付衛生隊が久留米駐屯地で新編。
  - 10月16日：第3特科群本部および本部中隊、第111特科大隊、第112特科大隊が前川原駐屯地へ移駐[3]。
  - 11月5日：第4特科連隊第1大隊が針尾駐屯地から移駐。
  - 12月30日：第4特科連隊第2大隊が針尾駐屯地から移駐。
- 1956年（昭和31年） 
  - 1月25日：第4特科連隊から構成要員の主力を、第3特科群の一部の人員により、第8特科連隊（第3大隊を除く）が久留米駐屯地において編成完結[1]。
  - 1月30日：第8特科連隊が針尾駐屯地に移駐。
- 1990年（平成02年）3月26日：第4特科連隊第6大隊が第4高射特科大隊として分離・独立。
- 2015年（平成27年）3月26日：西部方面会計隊の改編に伴い、第359会計隊が廃止され、第361会計隊久留米派遣隊が設置される。
- 2017年（平成29年）3月27日：西部方面混成団隷下の第118教育大隊が相浦駐屯地から移駐（水陸機動団準備隊および水陸機動教育隊新編に伴う移動）
- 2018年（平成30年）3月26日：西部方面混成団本部第5陸曹教育隊が相浦駐屯地から移駐[4]。駐屯地司令職務担任部隊が第4特科連隊から西部方面混成団本部に変更。
- 2019年（平成31年）3月26日：第4特科連隊を廃止し、西部方面特科連隊第2特科大隊・第4特科大隊に改組[5][6][7]。

1. 第2特科大隊自体は北熊本駐屯地から、第2大隊要員は久留米駐屯地から玖珠駐屯地に移駐。
2. 第4特科大隊は引き続き久留米駐屯地に駐屯。

- 2024年（令和06年）3月21日

1. 西部方面特科連隊第4特科大隊が第2特科団隷下に隷属。
2. 第101特科直接支援隊第1直接支援中隊第4直接支援小隊が第102特科直接支援大隊第1直接支援中隊第4直接支援小隊に改組。

## 駐屯部隊

### 西部方面隊隷下部隊・機関
- 第4師団
  - 第4高射特科大隊
  - 第4後方支援連隊
    - 第2整備大隊
      - 高射直接支援隊：第4高射特科大隊を支援
- 西部方面混成団
  - 西部方面混成団本部
  - 第118教育大隊
  - 第5陸曹教育隊
- 第2特科団
  - 西部方面特科連隊
    - 第4特科大隊
      - 第4特科大隊本部
      - 本部管理中隊
      - 第7射撃中隊
      - 第8射撃中隊
      - 第9射撃中隊
- 西部方面後方支援隊
  - 第102特科直接支援大隊
    - 第1特科直接支援中隊
      - 第4特科直接支援小隊：西部方面特科連隊第4特科大隊を支援
- 西部方面システム通信群
  - 第102基地システム通信大隊
    - 第321基地通信中隊
      - 久留米派遣隊
- 西部方面会計隊
  - 第361会計隊
    - 久留米派遣隊
- 久留米駐屯地業務隊

### 防衛大臣直轄部隊
- 警務隊
  - 西部方面警務隊
    - 第134地区警務隊
      - 久留米派遣隊

### 共同の機関
- 自衛隊福岡地方協力本部
  - 筑後地区隊
    - 筑後援護班

## 久留米駐屯地 前身
- 日本陸軍 第12師団、第18師団、第56師団、久留米師管区部隊、第86師団・第112師団・第156師団・第212師団・第312師団
- 日本陸軍大刀洗飛行場（航空第4大隊 → 航空第4連隊 → 飛行学校）大正5年～昭和20年
- 大刀洗陸軍飛行学校 知覧分校（特攻基地）・目達原分校（現:目達原駐屯地）
- 高射砲第4連隊補充隊（野戦高射砲第64大隊）

## 最寄の幹線交通
- 高速道路：九州自動車道久留米IC、広川IC
- 一般道：国道3号、国道209号、国道210号、国道265号、国道322号、福岡県道752号藤山国分一丁田線、福岡県道82号久留米立花線、福岡県道86号久留米筑後線、福岡県道800号湯ノ原合川線、福岡県道755号安武本国分線、福岡県道・佐賀県道17号久留米基山筑紫野線
- 鉄道：JR九州鹿児島本線久留米駅、久大本線南久留米駅、西鉄天神大牟田線花畑駅
- 港湾：三池港（重要港湾）
- 飛行場：福岡空港（第二種空港）、佐賀空港（第三種空港）、目達原飛行場（その他飛行場）

交通アクセス
- JR久留米駅・西鉄久留米駅から
  - 堀川バスの八女・鑓水・大学医療センター行きに乗車し、「自衛隊前」で下車。
  - 藤山射撃場へは、堀川バスの八女行きに乗車し、「射撃場入口」で下車。

## 重要施設
- 福岡県南広域水道企業団荒木浄水場（久留米市）
- 放光寺浄水場（久留米市）
- 神野浄水場・神野第2浄水場（佐賀市）
- 筑後大堰（福岡市をはじめとした福岡県・佐賀県の広域地域の水源地）（久留米市）
- 玄海原子力発電所（佐賀県玄海町）
- 天山発電所（佐賀県唐津市）

- 熊本幹線（中央変電所から熊本変電所までの亘長81.29 km[3]の、50万Vの送電線路）

- 佐賀幹線（西九州変電所から中央変電所までの亘長72.81 km[3]の、50万Vの送電線路）

- 脊振幹線（中央変電所から脊振変電所までの亘長30.77 km[3]の、50万Vの送電線路）

- 豊前西幹線（中央変電所から豊前変電所までの亘長42.06 km[3]の、50万Vの送電線路）

- 鳥栖流通業務団地（九州地方の最重要物流拠点の1つ）（佐賀県鳥栖市）
- 鳥栖ジャンクション（九州の最重要交通拠点の１つ）（佐賀県鳥栖市・福岡県小郡市・久留米市）

- 三井化学工業（大牟田市）
- 前川原駐屯地（陸上自衛隊幹部候補生学校駐屯）
- 航空自衛隊高良台分屯基地（第2高射群第8高射隊駐屯）